# European Spatial Research and Policy
European Spatial Research and Policy (ESRaP) – recenzowane, interdyscyplinarne czasopismo naukowe Instytutu Zagospodarowania Środowiska i Polityki Przestrzennej Uniwersytetu Łódzkiego, wydawane we współpracy m.in. z: Uniwersytetem w Groningen, Federalnym Urzędem Budownictwa i Planowania Regionalnego (BBR) w Bonn, Uniwersytetem Komeńskiego w Bratysławie, Tbiliskim Uniwersytetem Państwowym im. Iwane Dżawachiszwilego.

## O czasopiśmie
Czasopismo to wydawane jest od 1994 roku jako półrocznik i jest adresowane do środowiska naukowego, a także praktyków i polityków. Podejmuje ono tematykę organizacji przestrzeni społeczno-ekonomicznej i rozwoju przestrzennego na poziomie lokalnym, regionalnym i ponadnarodowym. W periodyku publikowane są teksty poświęcone zarówno teoretycznym, jak i praktycznym aspektom analizy przestrzennej. Publikowane opracowania podejmują m.in. zagadnienia polityki regionalnej, planowania przestrzennego, procesów integracyjnych w Europie, analizy lokalizacji działalności gospodarczej, rynków siły roboczej, inwestycji zagranicznych, ochrony środowiska i wielu innych kluczowych zagadnień mających wpływ na współczesny i przyszły kształt europejskiej przestrzeni.
Artykuły publikowane są wyłącznie w języku angielskim. Podstawowa licencja na publikację artykułów w czasopiśmie to CC-BY-NC-ND 4.0 (Uznanie autorstwa – Użycie niekomercyjne – Bez utworów zależnych). Na prośbę autora istnieje możliwość opublikowania go na licencji CC-BY 4.0 (uznanie autorstwa).
Według wykazu czasopism naukowych i recenzowanych materiałów z konferencji międzynarodowych opublikowanego 17 lipca 2023 roku przez Ministerstwo Edukacji i Nauki czasopismo European Spatial Research and Policy ma 100 pkt.

## Redakcja
- Tadeusz Marszał, Uniwersytet Łódzki, Polska (redaktor naczelny)
- Aleid Brouwer, Uniwersytet w Groningen, Holandia (współwydawca)
- Markus Eltges, Federalny Urząd Budownictwa i Planowania Regionalnego (BBR) w Bonn, Niemcy (współwydawca)
- Vladimír Slavík, Uniwersytet Karola w Bratysławie, Słowacja (współwydawca)
- Gert-Jan Hospers, Uniwersytet Radboud, Nijmegen, Holandia (redaktor tematyczny)
- Katarzyna Leśniewska-Napierała, Uniwersytet Łódzki, Polska (redaktor tematyczny)
- Iwona Pielesiak, Uniwersytet Łódzki, Polska (redaktor tematyczny)
- Bartosz Bartosiewicz, Uniwersytet Łódzki, Polska (redaktor tematyczny)
- Joanna Ulańska, Uniwersytet Łódzki, Polska (sekretarz)

## Rada Redakcyjna
- David P. Amborski, Uniwersytet Ryerson, Toronto, Kanada
- Marthinus S. Badenhorst, Uniwersytet w Pretorii, RPA
- Erblin Berisha, Politechnika w Turynie, Włochy
- Jiri Blažek, Uniwersytet Karola, Praga, Czechy
- Giancarlo Cotella, Politechnika w Turynie, Włochy
- Daniel Czamański, Technion w Hajfie, Izrael
- Marton Czirfusz, Centrum Polityki i Badań Periféria, Budapeszt, Węgry
- Bolesław Domański, Uniwersytet Jagielloński, Kraków, Polska
- Teresa Fidelis, Uniwersytet w Aveiro, Portugalia
- Maria Dolors Garcia-Ramon, Uniwersytet Autonomiczny w Barcelonie, Hiszpania
- Anna Geppert, Uniwersytet Paris IV-Sorbonne, Francja
- Beatrix Haselsberger, Politechnika Wiedeńska, Austria
- Markus Hesse, Uniwersytet w Luksemburgu, Luksemburg
- Ilari Karppi, Uniwersytet w Tampere, Finlandia
- Tomasz Komornicki, Polska Akademia Nauk, Warszawa, Polska
- Tolga Levent, Uniwersytet Mersin, Turcja
- Ilaria Mariotti, Politechnika w Mediolanie, Włochy
- Tadeusz Markowski Uniwersytet Łódzki, Polska
- Gerhard Schimak, Politechnika Wiedeńska, Austria
- Karl Peter Schön, Federalne Biuro Budownictwa i Planowania Regionalnego, Bonn, Niemcy
- David Sichinava, Uniwersytet Państwowy w Tbilisi, Gruzja
- Pantoleon Skayannis, Uniwersytet w Tesalii, Grecja
- Marek Sobczyński, Uniwersytet Łódzki, Polska
- Wendelin Strubelt, Federalny Urząd Budownictwa i Planowania Regionalnego, Bonn, Niemcy

## Indeksowanie
- Web of Science – Emerging Sources Citation Index
- SCOPUS
- ERIH PLUS (European Reference Index for the Humanities and Social Sciences)
- DOAJ (Directory of Open Access Journals)
- EBSCO
- Arianta
- Baidu Scholar
- Biblioteka Nauki
- CEEOL (Central and Eastern European Online Library)
- CEJSH (The Central European Juornal of Social Sciences and Humanieties)
- COPE (Committee on Publication Ethics)
- SCImago (SJR)
- EBSCO (relevant databases)
- EBSCO Discovery Service
- EconBiz
- Elektronische Zeitschriftenbibliothek
- Engineering Village
- Genamics JournalSeek
- GEOBASE
- GeoRef
- Google Scholar
- Ideas
- J-Gate
- JournalTOCs
- MIAR
- Naviga (Softweco)
- Norwegian Register for Scientific Journals, Series and Publishers
- POL-index
- ProQuest (relevant databases)
- Publons
- QOAM (Quality Open Access Market)
- Reaxys
- Sherpa/RoMEO
- TDNet
- Ulrich's Periodicals Directory/ulrichsweb
- WorldCat (OCLC)